# Комаровка (Менский район)
Комаровка (укр. Комарівка) — село в Менском районе Черниговской области Украины. Население 72 человека. Занимает площадь 0,4 км².
Код КОАТУУ: 7423084504. Почтовый индекс: 15640. Телефонный код: +380 4644.

## Власть
Орган местного самоуправления — Киселёвский сельский совет. Почтовый адрес: 15640, Черниговская обл., Менский р-н, с. Киселёвка, ул. Осипенко, 37.